# Phyllodactylus leei
Phyllodactylus leei este o specie de șopârle din genul Phyllodactylus, familia Gekkonidae, descrisă de Cope 1889. A fost clasificată de IUCN ca specie vulnerabilă. Conform Catalogue of Life specia Phyllodactylus leei nu are subspecii cunoscute.